# Gottfried Reiche

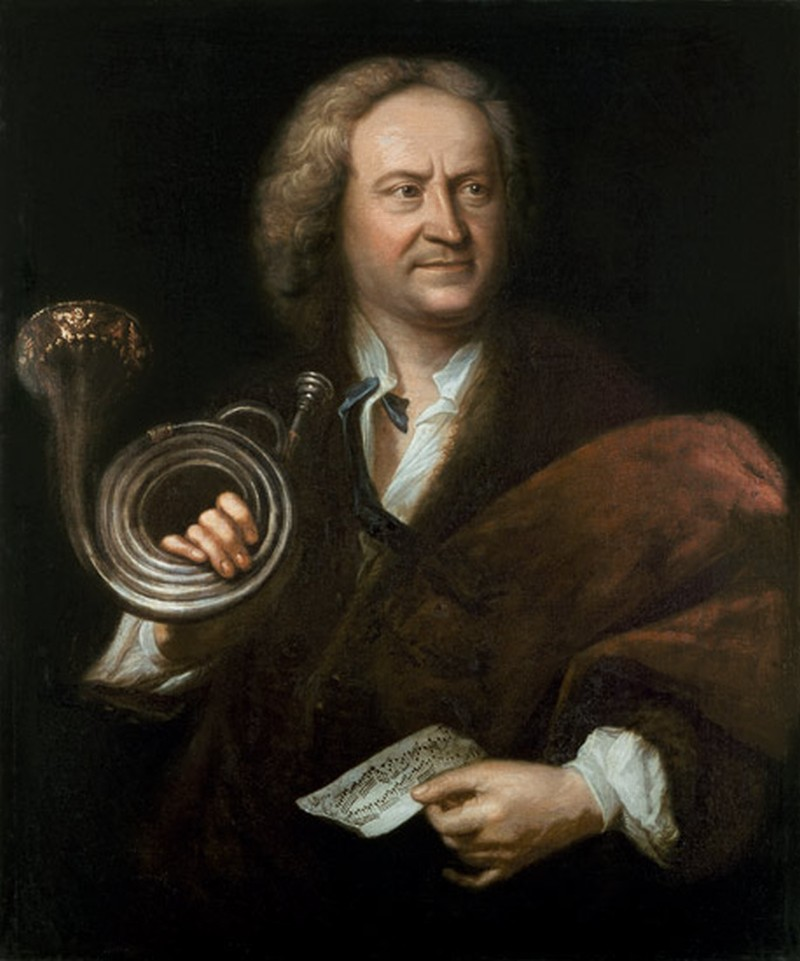
Gottfried Reiche um 1726,
Porträt von Elias Gottlob Haußmann

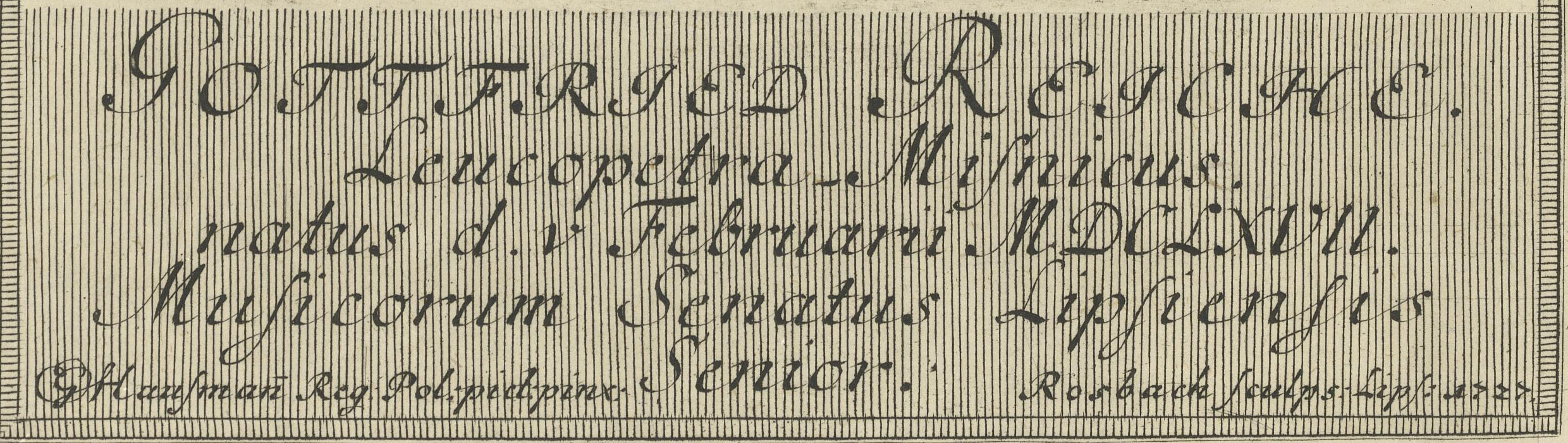
Reiches Name, Herkunft, Geburtsdatum und Titel auf einem Stich von Johann Friedrich Rosbach nach Haußmanns Porträt, 1727

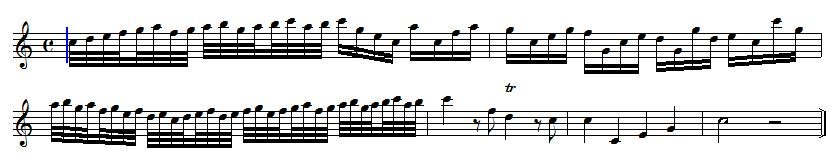
Berichtigte Abschrift des Notenblattes auf dem Porträt

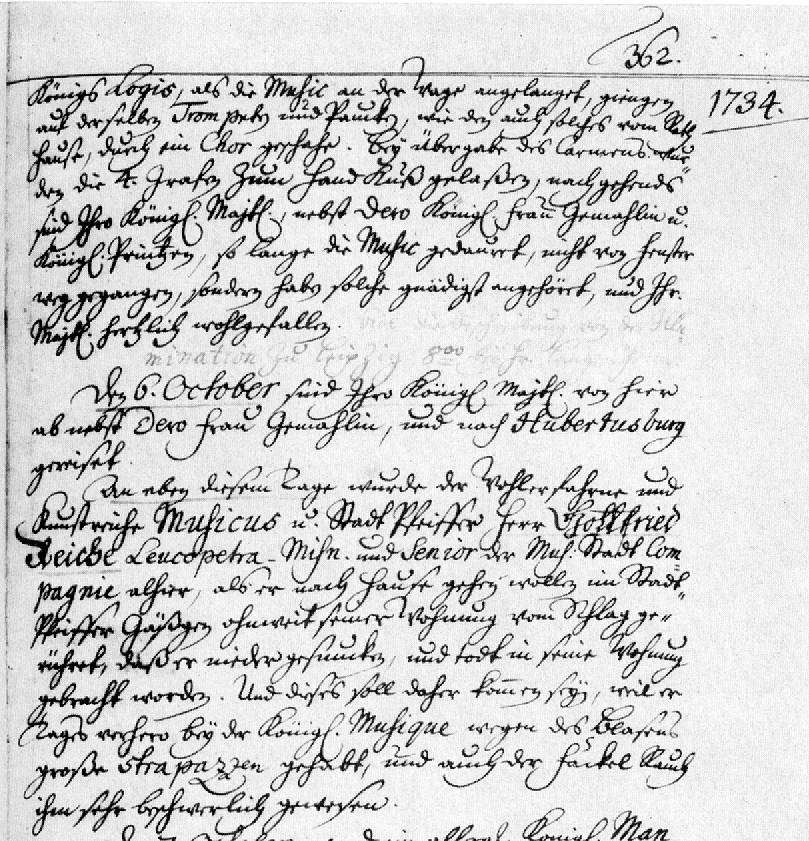
Bericht über Reiches Tod in der Chronik der Stadt Leipzig für den 6. Oktober 1734

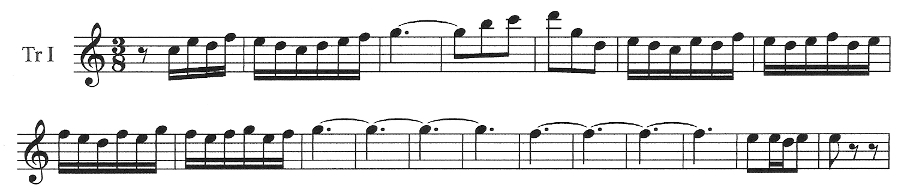
Bereits die Anfangstakte der von Reiche gespielten 1. Tromba des Eingangschores von BWV 215 verlangen große Höhe, Beweglichkeit auf engstem Raum und langen Atem

Johann Gottfried Reiche (* 5. Februar 1667 in Weißenfels; † 6. Oktober 1734 in Leipzig) war ein bedeutender Trompetenvirtuose des Barocks und ein Komponist zahlreicher, nur teilweise erhalten gebliebener Bläserstücke.

## Leben
Als Gottfried Reiche als Sohn des Schusters Hans Reiche in Weißenfels aufwuchs, besaß diese von Handwerk und Handel geprägte Stadt bereits eine lange städtische Tradition des Trompetenspiels (Clarinblasens), in welcher der junge Musiker von etwa 1680 an vermutlich von einem Mitglied der Stadtpfeiferfamilie Becker ausgebildet wurde. In dieser Zeit konnte Reiche neben der städtischen Musik auch die von Johann Philipp Krieger neu eingerichtete Hofmusik des 1680 nach Weißenfels übergesiedelten Herzogs Johann Adolf I. kennenlernen, zu der manchmal auch städtische Musiker hinzugezogen wurden.
Gegen 1688 ging Reiche nach Leipzig, wo er eine Anstellung als Stadtpfeiffergeselle fand. Bereits 1691 hatte er dort ein so großes Ansehen, dass er ein Extrahonorar erhielt, „so bißhero in beyden Kirchen hiesigen Orthes sich zum Clarin oder Trompetten gebrauchen lassen“. Auch 1694, als während der Landestrauer öffentliches und privates Musizieren verboten war, bekam er gesonderte Zuwendungen, „damit er nicht außer Diensten gehen möge“. Im Jahre 1700 wurde er zum Kunstgeiger und 1706 zum Stadtpfeifer ernannt, was er bis zu seinem Lebensende blieb. Als Stadtpfeifer war er besser gestellt als vorher; denn er hatte nun freie Wohnung, erhielt ein gesondertes Wochengeld von 18 Groschen, hatte höhere Musizierrechte und konnte über die eigentlichen Aufgaben hinaus gemeinsam mit den anderen Stadtpfeifern bei vielen Gelegenheiten wie beispielsweise bei Promotionen, bei der Leipziger Messe, bei Festen in der Stadt, in Gärten und auf dem Lande auftreten und damit umfänglich hinzuverdienen. Dass Reiche bereits 1713 im Beisein von Zeugen ein Testament verfasste und 1732 auf der Richterstube des Leipziger Stadtgerichts hinterlegte, lässt vermuten, dass er zu diesen Zeiten lebensgefährlich erkrankt war. 1719 wurde er zum Senior Stadtmusicus ernannt.
Reiche war ein Freund des seit 1723 in Leipzig lebenden Johann Sebastian Bach und wirkte als Solist bei der Aufführung zahlreicher Kompositionen Bachs mit. Dessen Kurtzer; iedoch höchstnöthiger Entwurff einer wohlbestallten Kirchen Music vom 23. August 1730 führt Gottfried Reiche als den Spieler der führenden 1 Trompette auf. In dieser Eingabe an den Rat der Stadt Leipzig begründete Bach, warum es unabdingbar sei, auch die Stadtpfeiffer und damit ihren Senior Reiche weiterhin für die Kirchenmusik zu verpflichten. Zwar bedeutete dies, dass Reiche besonders als Trompetenspieler eingesetzt werden sollte; es bedeutete aber nicht, dass er als Trompeter galt. Dieser Titel war den zunftmäßigen Hof- und Feldtrompetern vorbehalten, die eine genauestens regulierte Ausbildung durchliefen und eine wesentlich privilegiertere Stellung einnahmen.

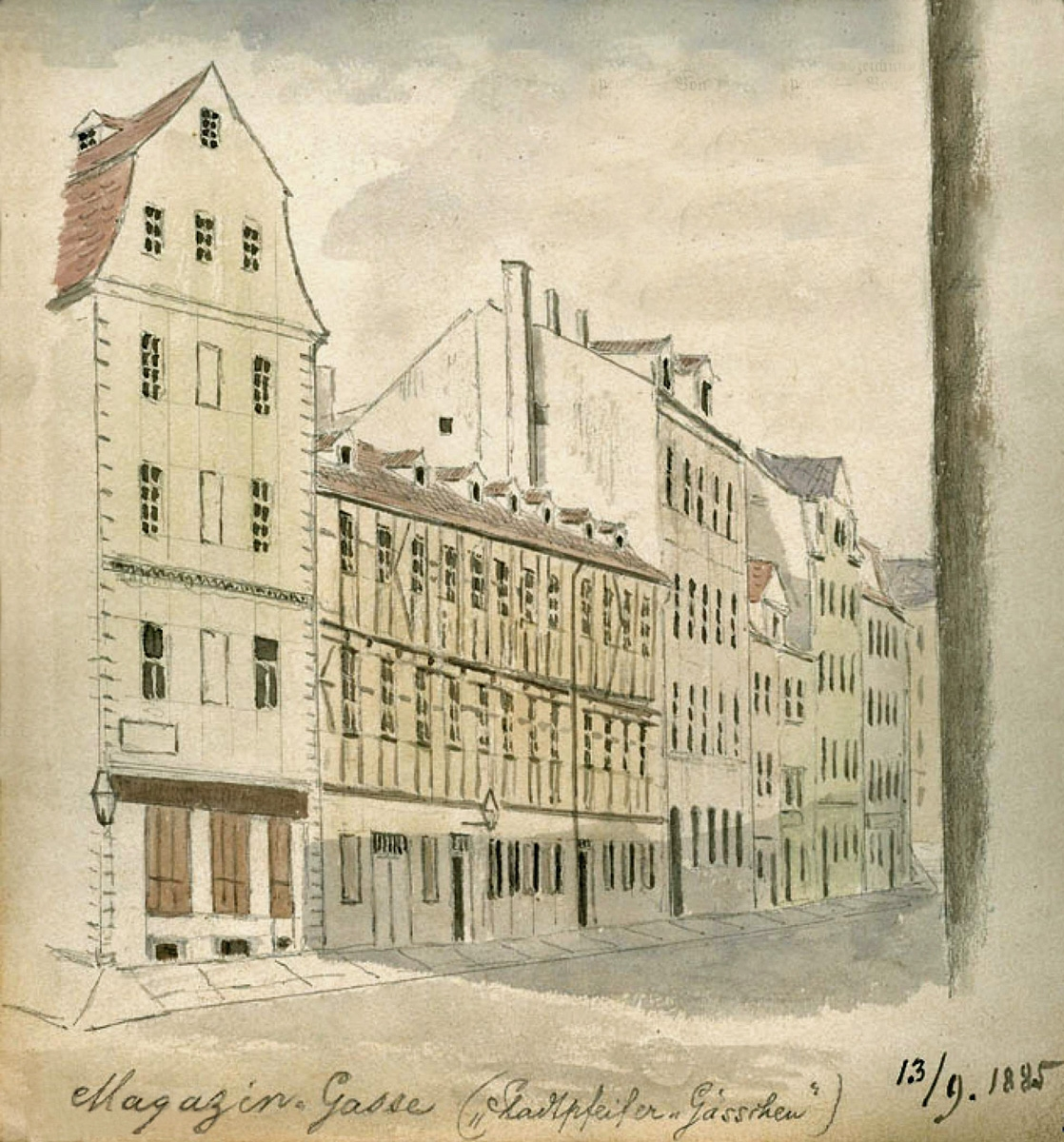
Die Magazingasse (1885), das frühere Stadtpfeifergässchen, in dem Reiche wohnte und tot zusammenbrach

Am 5. Oktober 1734 wurde in Leipzig im Rahmen einer festlichen Abendmusik im Beisein und zu Ehren des sächsischen Kurfürsten und polnischen Königs August III. unter der Leitung Johann Sebastian Bachs und der Mitwirkung Gottfried Reiches die Kantate Preise dein Glücke, gesegnetes Sachsen (BWV 215) aufgeführt. Reiche starb am darauffolgenden Tag. Über die näheren Umstände berichtete die Leipziger Chronik von Johann Riemer: Reiche sei „im StadtPfeiffer Gäßgen ohnweit seiner Wohnung vom Schlag gerühret [worden], daß er niedergesuncken, und todt in seine Wohnung gebracht worden. Und dieses soll daher kom̅en seÿn, weil er Tages vorhero beÿ der Königl. Musique wegen des Blasens große strapazzen gehabt, und auch der Fãckel Rauch ihm sehr beschwerlich gewesen“.
Gottfried Reiche starb unverheiratet und ohne Nachkommen. Erben waren seine Schwester Eva Maria, verheiratete Seyffahrt, und die sechs Kinder seines verstorbenen Bruders Johann Paul Reiche.

## Bedeutung

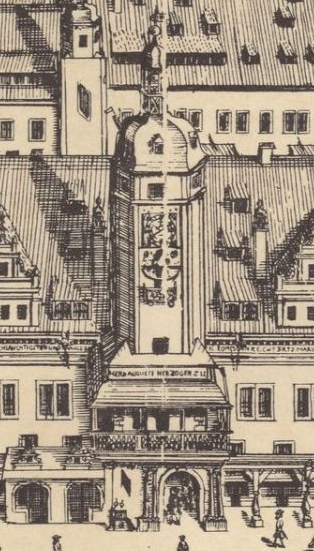
Ein Ort des Abblasens: der Balkon am Rathausturm zu Leipzig, Ausschnitt eines Stichs von 1712

Sowohl aus Berichten von Zeitzeugen als auch aus den in Leipzig entstandenen Werken Johann Sebastian Bachs geht hervor, dass Reiche ein außerordentlich begabter Trompetenvirtuose gewesen sein muss, da die von Bach geschriebenen Trompetenstimmen oftmals höchste Anforderungen stellen. Es darf vermutet werden, dass Bach die anspruchsvollen Partien der zwischen 1723 und 1734 entstandenen Werke nur deshalb aufführen konnte, weil ihm mit Reiche ein Ausnahmemusiker zur Verfügung stand. Reiche konnte seine hohe Kunst des Trompetenspiels an seinen weitaus weniger bekannten Assistenten und Nachfolger als Spieler der 1. Trompete, Ulrich Heinrich Ruhe, weitergeben, der wahrscheinlich bereits im Dezember 1734 für die Aufführung von Johann Sebastian Bachs Weihnachtsoratorium, das in der ersten Trompetenstimme hohe Anforderungen stellt, zur Verfügung stand.
Gottfried Reiche war über seine Bedeutung als Instrumentalist hinaus auch ein wichtiger Komponist. Seine Werke bilden neben denen von Johann Christoph Pezel (1639–1694) einen Höhepunkt in der deutschen Stadtpfeiferkunst.

## Werke
Reiche schuf zahlreiche Turmmusiken, darunter nach eigenen Angaben im Jahr 1690 40 Sonaten zu fünf Stimmen. Im Selbstverlag veröffentlichte er 1696 Vier und zwantzig Neue Quatricinia mit einem Cornett und drey Trombonen vornehmlich auff das sogenannte Abblasen auff den Rathäusern und Thürmen mit Fleiß gestellet; dem Höchsten Gott zu Ehren und denen Musicis zu Nutz und Vergnügen an das Licht gegeben von Gottfried Reichen. 5 Choralbücher und 122 Abblasen=Stückgen für verschiedene Instrumente, die 1747 in einem Inventar der im Rathausturm aufbewahrten Noten verzeichnet worden sind, haben sich nicht erhalten.
Die Noten, die Reiche auf dem Porträt von Elias Gottlob Haußmann in der Hand hält, könnten ein Reiche’sches Abblasen-Stück darstellen. Anderen Meinungen zufolge handelt es sich bei dieser Fanfare um eine Komposition Bachs, die dieser seinem Freund zum 60. Geburtstag gewidmet habe. Beides ist nicht zu belegen. Diese Fanfare geht hinauf bis zum 16. Naturton, dem für gute 1. Clarinbläser üblicherweise höchsten Ton. Daniel Speer führte 1697 an: [A]uch tractirens manche biß ins f (also eine Quarte höher bis zum 21. Naturton). Ob dem Gottfried Reiche genügen konnte, ist unbekannt. Die 1. Stimmen seiner erhalten gebliebenen Werke reichen nicht so hoch hinauf.

## Reiches Instrument auf Haußmanns Porträt
Das Blechblasinstrument in Reiches rechter Hand auf dem Haußmannschen Porträt könnte eine Tromba da caccia beziehungsweise ein Corno da caccia sein. Das zunächst zylindrisch erscheinende Rohr weitet sich merklich konisch erst zum Trichter hin. Deshalb ist strittig, ob dieses Instrument als Trompete oder als Horn zu gelten hat. Wird es wie von Reiche mit einem Trompetenmundstück geblasen, lässt sich eine große Beweglichkeit und Höhe wie bei einer Clarine erzeugen, so wie es die Noten in Reiches linker Hand und Partien in einigen Werken Johann Sebastian Bachs verlangen.
Johann Sebastian Bach setzte bei einigen Leipziger Kantaten bis zu Gottfried Reiches Tod sowohl eine Tromba da tirarsi (Zugtrompete) als auch ein Corno da tirarsi (Zughorn) ein, danach aber nicht mehr. Doch kein derartiges, höchstwahrscheinlich auch von Gottfried Reiche gespieltes Instrument hat die Zeit überdauert, und über das Aussehen solcher von Bach vorgeschriebenen Zug-Instrumente herrscht Unklarheit. Daher wurde mehrfach der Versuch unternommen, das Instrument des Haußmann’schen Porträts beim Nachbau mit einem Zug zu versehen, der es möglich macht, die Naturtonreihe wie bei der Zugposaune diatonisch und chromatisch aufzufüllen. Die Ergebnisse dieser Versuche bleiben allerdings fragwürdig.